# Salazar (apellido)
Salazar es un apellido toponímico de origen navarro. El nombre original es Sarasaz, del valle de Salazar, que quedó equiparado al apellido castellano Salazar, por su parecido vocálico.[cita requerida]

## Etimología
Salazar es un término vasco. El Salazar de Navarra y el de Burgos tienen diferente etimología. 

### Navarra
Para explicar el origen del nombre Sarasaz (posteriormente sustituido por Salazar tras la conquista castellana),[cita requerida] Mikel Belasko propone que «la forma antigua fue Sarasaitz o Sarasaitzu», y la descompone, en sarats ‘sauce’ + haitz ‘peña’ + zu (sufijo abundancial). De aquí se obtendría luego la forma Zaraitzu, con z-, debido a una asimilación con la sibilante final -tz- y por pérdida disimilatoria de la primera sibilante, como ya indicó Koldo Mitxelena. En cuanto al nombre Salazar, Belasko no ve claro cuál es su relación con el nombre antiguo, y sostiene que «en todo caso, se trata de una etimología culta tardía a partir de la variante Sarasaz».
Sin embargo, las formas Sarasaitz y Sarasaitzu no son las primeras formas (la primera de esa serie es de 924). Al contrario, las variantes más antiguas son numerosas y no emplean la letra i. Siguiendo la documentación recogida, podría tratarse de un nombre del estilo Saratsezu (sarats -"sauce" + tze + zu), es decir, con dos sufijos. Mediante asimilación o disimilación vocálica, se llegaría a las variantes del tipo Saresago (924), con apertura de la vocal final por influencia romance, y Sarasazu (1055). A partir de la segunda, con apócope de la última vocal, surgirá la variante Sarasaz en las últimas décadas del siglo XI, y convergerá con el neologismo Salazar a comienzos del siglo XVI.

### Burgos
La población de Salazar de Burgos podría tener la misma etimología que la villa riojana de Sajazarra. La villa aparece en 1075 en el cartulario de San Millán de la Cogolla como Saggazahar, compuesto de Sagga (un hidrónimo prerromano derivado de Salia [*sal-ya]) y Zahar (viejo en euskera), con el significado de «el río Saja viejo».

## Origen mítico del linaje
Según el banderizo Lope García de Salazar, los Salazar descienden de uno de los godos escandinavos que supuestamente desembarcaron en Santoña (Cantabria) en el año 740 para ayudar a los godos peninsulares y que se estableció en el mencionado Salazar de Burgos.
En «Historia genealógica de la casa Salazar de Frías» aparece que después de la invasión de la península por los sarracenos, perseguidos por Carlomagno, los nietos de Euron de Aquitania Galindo de Salazar y su hermano Gastón poblaron y fueron señores del valle Navarro de Salazar. El rey navarro y sus caballeros, envidiosos de sus riquezas y poderío, los expulsaron del reino, quedándose con sus haciendas y castillos. Pasaron entonces a Castilla y se establecieron cerca de Medina de Pomar (Burgos), en un lugar al que también llamaron Salazar.

## Historia

### Navarra
Los apellidos navarros de Salazar y Salaberri son derivados del apellido Salha, con casas solares en Aicirits (Baja Navarra), documentada desde comienzos del siglo XII, y Bardos (Labort), en Francia.

### Burgos
Tuvo origen el linaje en la localidad de Salazar, ayuntamiento de Villarcayo de Merindad de Castilla la Vieja. Son las torres de los Salazar, levantadas entre los siglos XVI y XVIII, los edificios fortificados más simbólicos de la población.

### Vizcaya
Descienden los Salazar de Vizcaya de los de Burgos. La cuna del linaje en Vizcaya fue el Castillo de Muñatones, en Musques (Vizcaya). Participaron en las guerras de bandos del lado Oñacino. 
Tuvieron casas en Somorrostro, Gordejuela, Orduña, San Salvador del Valle, Bilbao y en Portugalete.

## Otros orígenes
Hay linajes gitanos con este apellido, que adoptaron por su prestigio y notoriedad.

## Expansión
El apellido Salazar se expandió por toda la península ibérica y América, existiendo además casos en las zonas de Italia donde la Monarquía Española tuvo presencia y en Francia.

### Islas Canarias
En las Islas Canarias, el apellido Salazar aparece relacionado en la isla de Tenerife con el conquistador Lope de Salazar y con el Condado del Valle de Salazar. A su vez, el Palacio de Salazar de la ciudad de San Cristóbal de La Laguna que es sede episcopal de la Diócesis de Tenerife, fue construido por los Condes del Valle de Salazar.

### Chile
En Chile, país donde destaca la fuerte presencia de descendientes de vascos, es el 57° apellido más común. Gabriel de Salazar, miembro de la Expedición de Pedro de Valdivia fue uno de los primeros 150 conquistadores españoles en llegar a dicho país. Y durante la época colonial, el primer médico nacido en el Reino de Chile que ejerció en dicho territorio fue el serenense Juan Guerra Salazar.

### Italia
Una rama de la familia Salazar también llegó al actual territorio de Italia. A pesar de no ser numerosos, la familia cobró notoriedad en Cerdeña. Isla que perteneció a la Monarquía Española entre 1516 y 1708. Es justamente bajo el reinado de Carlos V que llega el noble Peroche de Salazar como capitán de infantería, siendo un hombre de confianza del rey, llegando a ser nombrado vicario. La familia Salazar de Cerdeña que mantuvo las armas de los Salazar en España alcanzó una fuerte preponderancia en la isla, ocupando importantes cargos políticos. Con posterioridad, durante la dominación de la Monarquía Española sobre el Reino de Nápoles, aparecerían ejemplos de Salazar de la zona como el revolucionario Francesco Salazar, participante en la República Napolitana de 1647 y Demetrio Salazar, patriota italiano natural de Calabria durante la Unificación.

### Perú
Los hermanos Juan de Dios y Graciliano Salazar y Melendez llegaron a la provincia peruana de Lambayeque procedentes de Panamá. Juan de Dios Salazar y Melendez se estableció en Chiclayo (Lambayeque), donde tuvo un hijo con Faustina de Sosa, llamado Manuel Antonio Salazar de Sosa (1794). Actualmente es el trigésimo apellido más común de dicho país, donde cuatro personas que llevaban el apellido firmaron el Acta de Independencia y uno alcanzó la máxima magistratura en diversas ocasiones de forma provisoria

### Portugal
Por la cercanía con España no se puede precisar la aparición del apellido en dicho país, el cual a pesar de no poseer un número importante de personas, si está enraizado en la historia portuguesa al tener miembros al interior de su aristocracia con la Familia Salazar e Bragança descendientes de João Salazar de Mascarenhas, quienes sin embargo actualmente no viven en territorio portugués y el aún presente recuerdo de su larga dictadura, encabezada por el abogado António de Oliveira Salazar, descendiente de campesinos del actual Distrito de Viseu. Dicho sistema político es llamado incluso en numerosas ocasiones Salazarismo.

## Personas
Véase personas apellidadas Salazar